# القرية العالمية (دبي)

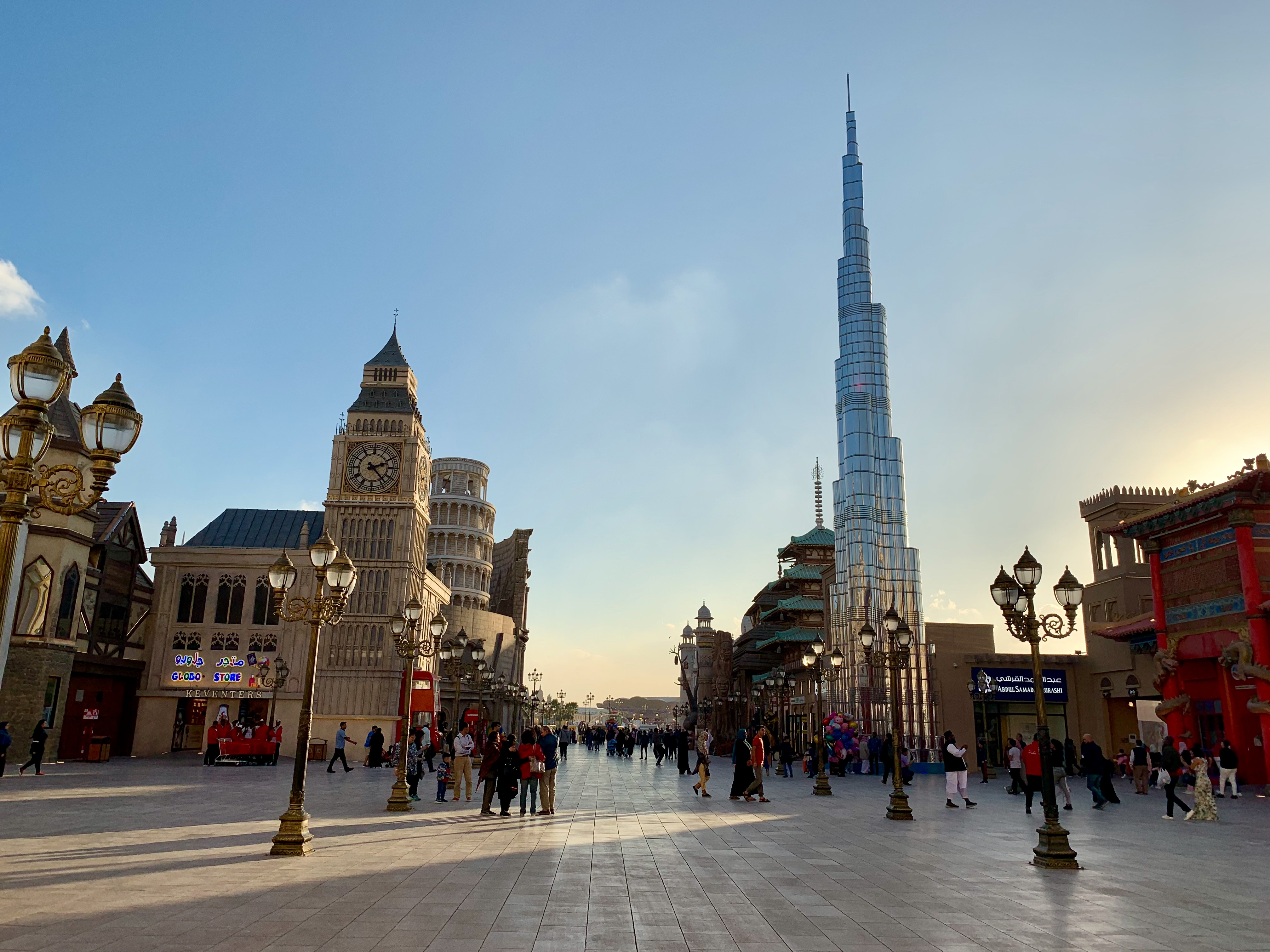
القرية العالمية

تقع القرية العالمية في دبي على طريق الشيخ محمد بن زايد إ 311 (الإمارات العربية المتحدة). فهو يجمع بين ثقافات 90 دولة حول العالم في مكان واحد. تدعي أنها أكبر مشروع سياحي وترفيهي وتسوق في العالم. تعتبر الوجهة الثقافية والترفيهية والعائلية الأولى والتسوق في المنطقة. كل عام، 17,200,000 قدم مربع (1,600,000 م2) أكثر من 5 ملايين زائر على مساحة 17,200,000 قدم مربع (1,600,000 م2). رسوم الدخول الحالية هي 15 درهم.
قدم العديد من الفنانين العالميين البارزين مثل جيسون ديرولو، ليام باين، ناو يونايتد، وشاه روخ خان، راحات فاتح علي خان، سميرة سعيد، إليسا، نيها كاكار، جورو راندهاوا، عاطف أسلم وغيرهم. سجلت القرية العالمية رقماً قياسياً في غينيس للأرقام القياسية لـ «أكبر كلمة مصنوعة من الدبابيس» في عام 2021.

## تاريخ
بدأت القرية العالمية على شكل عدد من الأكشاك في يناير 1997 وتقع على جانب الخور مقابل بلدية دبي. ثم انتقلت بعد ذلك إلى منطقة عود ميثاء بالقرب من مدينة وافي لمدة 5 سنوات. اليوم، القرية العالمية لديها 6 ملايين زائر في موقعها الحالي عند مخرج الشيخ زايد مخرج 37.

## الأقسام

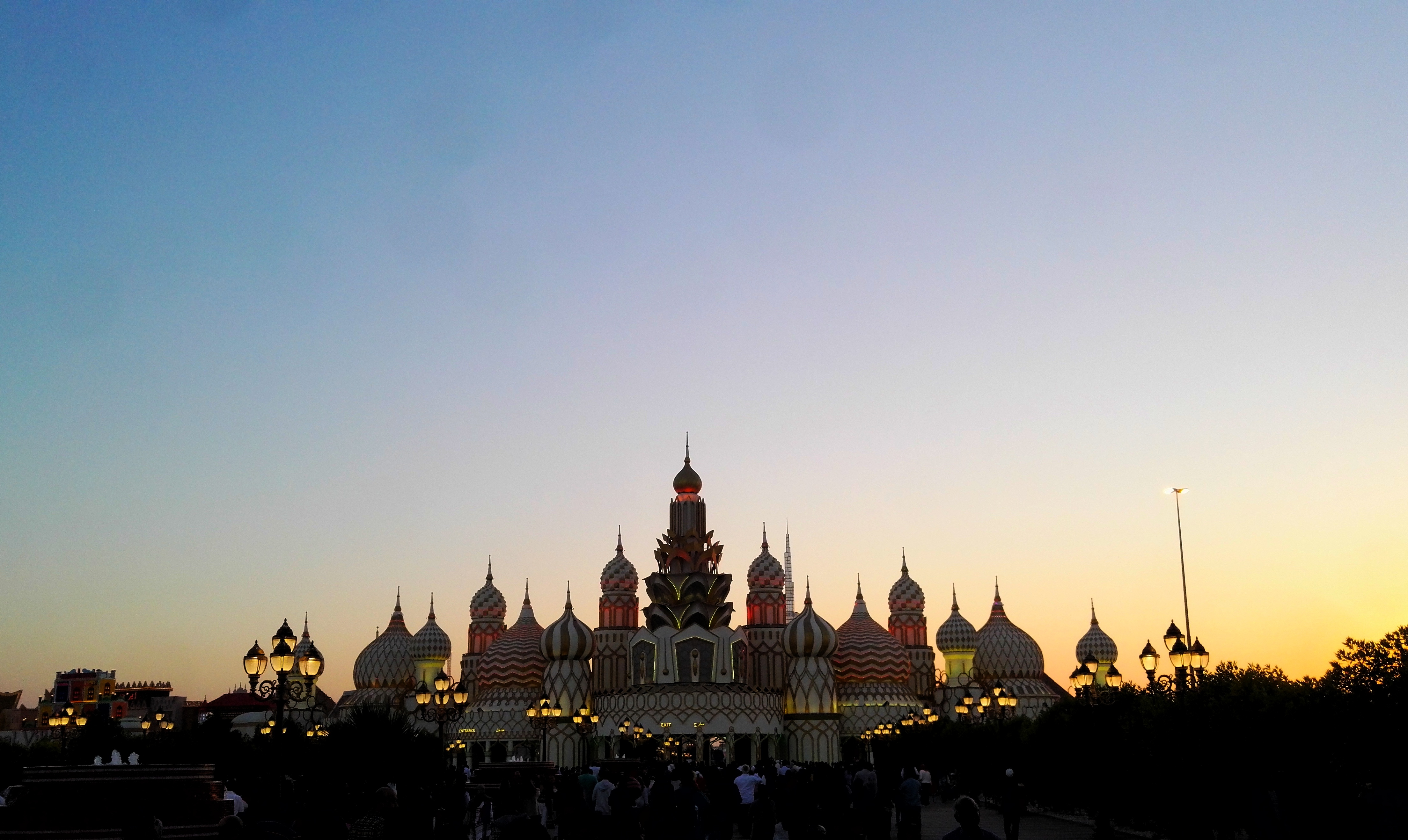
القرية العالمية

هناك أربعة أقسام رئيسية في القرية. تتكون هذه الأقسام من الأحداث والحفلات الموسيقية والكرنفالات والطعام والتسوق. يحتوي ممر الطعام على طعام من جميع أنحاء العالم. الحفلات الموسيقية والكرنفالات والتسوق هي نفسها.

## الدول المشاركة
تستضيف القرية العالميةحوالي 32 دولة أهمهاا:
- مصر
- المغرب
- تركيا
- اليابان
- الهند
- الصين
- باكستان
- السعودية
- إيران
- اليمن
- الإمارات العربية المتحدة
- عمان
- الكويت
- قطر

## موقف سيارات
تتميز قرية دبي العالمية بواحد من أكبر مواقف السيارات في دبي بسعة إجمالية تبلغ 18300 مركبة. وقوف السيارات مقسم إلى فئتين رئيسيتين. أحدهما عبارة عن موقف عام مجاني للسيارات بينما الآخر مواقف مدفوعة تُعرف باسم مواقف في أي بي (VIP). تتوفر خدمة صف السيارات أيضًا. يحتوي موقف السيارات على قطار مجاني وحافلة مكوكية من وإلى الحديقة.

## طريق آسيا
تم إطلاق مشروع طريق آسيافي موسم القرية العالمية 2023، وهو شارع للمشاة يضم 43 كشكاً من 13 دولة آسيوية حيث تقدم الأكشاك منتجات أصلية من
سريلانكا، إندونيسيا، كمبوديا، بروناي، ماليزيا، لاوس، تايوان، هونغ كونغ، نيبال، فيتنام، ميانمار، بوتان، الفلبين.

## حقائق وأرقام
استقبلت القرية العالمية 10 ملايين زائر في الموسم 28 عند انتهاء الموسم في 8 مايو 2024. بعد أن كانت قد سجّلت رقمًا قياسيًا في الموسم 27 في أعداد الضيوف وصل إلى 9 ملايين زائر منذ أن فتحت أبوابها في 25 أكتوبر 2022.
وقال فرناندو إروا، الرئيس التنفيذي لشركة دبي القابض ة للترفيه: «يأتي تسجيل القرية العالمية لهذا الرقم القياسي الجديد في غضون 188 يومًا فقط تتويجاً لمسيرتها الحافلة على مدى 27 عامًا من التألق والنجاح، بعد ان أسدلت القرية العالمية، الستار على موسِمها السادس والعشرين في 7 مايو 2022، حيث استقبلت عدداً قياسياً من الزوار بلغ 7.8 مليون ضيف في قلب الروائع منذ انطلاق موسمها في 26 أكتوبر 2021، حيث استقبلت الوجهة ضيوفها لمدة 194 يوماً، متخطية عتبة الرقم القياسي السابق بأربعة أيام. وكانت القرية العالمية قد استقبلت 4.5 مليون زائر في الموسم 25 خلال الفترة الممتدة من أكتوبر 2020 حتى مايو 2021 في غضون 190 يوم.
وفي هذه المناسبة قال بدر أنوهي، الرئيس التنفيذي للقرية العالمية: «لقد استطاعت القرية العالمية تعزيز مكانتها كوجهة ثقافية فريدة من نوعها للضيوف من جميع أنحاء العالم لأكثر من عقدين من الزمن. ونحن فخورون بدورنا الحيوي ومساهمتنا المميزة في دعم مسيرة دبي لتصبح مركزاً عالمياً للترفيه والسياحة من الطراز الأول».
| عام     | عدد الزوار |
| ------- | --- |
| 2019/20 | أكثر من 7 ملايين زائر، من 29 أكتوبر 2019 إلى 15 مارس 2020، 146 يومًا (مغلق مبكرًا بسبب تفشي كوفيد-19 بدلاً من 4 أبريل).                                         |
| 2018/19 | 7 ملايين زائر، من 30 أكتوبر 2018 إلى 13 أبريل 2019، 166 يومًا.                                                                                                |
| 2017/18 | 5.6 مليون زائر، من 1 نوفمبر 2017 إلى 7 أبريل 2018، 157 يومًا.                                                                                                 |
| 2016/17 | من 1 نوفمبر 2016 إلى 8 أبريل 2017، 158 يومًا. |
| 2015/16 | من 3 نوفمبر 2015 إلى 9 أبريل 2016، 158 يومًا. |
| 2014/15 | من 6 نوفمبر 2014 إلى 11 أبريل 2015، 156 يومًا. |
| 2013/14 | من 5 أكتوبر 2013 إلى 12 أبريل 2014، 191 يومًا. |
| 2012    | 7.00 مليون زائر. |
| 2011    | 5.00 مليون زائر و 151 يومًا و 45 جناح دولة. |
| 2008    | 4.50 مليون زائر. |
| 2007    | 4.20 مليون زائر و 59 يومًا و 39 جناح دولة. |
| 2006    | 2.10 مليون زائر، 129 يومًا و 40 جناح دولة. |
| 2005    | 5.00 مليون زائر، 79 يومًا. وصلت القرية العالمية إلى علامة 10 سنوات بموقع جديد وفترة تشغيل أطول.                                                               |
| 2004    | 5.20 مليون زائر 38 دولة مشاركة. |
| 2003    | 3.10 مليون زائر، 31 دولة مشاركة. |
| 2002    | 2.33 مليون زائر، 28 جناح دولة. |
| 2001    | 1.68 مليون زائر، 25 جناح دولة. |
| 2000    | 1.59 مليون زائر، أجنحة 22 دولة. |
| 1999    | 1.45 مليون زائر، أجنحة 20 دولة من جميع أنحاء العالم. |
| 1998    | 1.20 مليون زائر، أجنحة 20 دولة من جميع أنحاء العالم. |
| 1997    | 900,000 زائر، 18 دولة. |
| 1996    | كانت القرية العالمية في البداية موقعًا صغيرًا على طول خور دبي مع أكشاك صغيرة تمثل بلدانًا مختلفة. في عامها الأول، استقبلت القرية العالمية أكثر من 500,000 زائر. |

## دورة 2018
بدأت الدورة الثالثة والعشرون لقرية دبي العالمية في 30 أكتوبر. بقي هذا الموسم مفتوحًا حتى 13 أبريل 2019. تم إنشاء أكثر من 90 دولة و 27 جناحًا في هذا الموسم. بشكل عام، ستقام 23 حفلة موسيقية خلال هذا الموسم.

## دورة 2019
بدأت الدورة 24 في 29 أكتوبر، وكان من المقرر إغلاق بواباتها للزوار في 4 أبريل 2020 للدورة، ولكن بسبب تفشي وباء كوفيد-19 حول العالم ووفقًا لتعليمات هيئة دبي للثقافة والفنون، تماشيًا مع الجهود الجارية لحماية الصحة العامة بسبب الجائحة. بسبب الإغلاق المبكر للمكان، تم إلغاء جميع حفلات الجدول الزمني أيضًا.

## دورة 2020 (موسم اليوبيل الفضي)
كانت الذكرى السنوية الخامسة والعشرون، أو اليوبيل الفضي، للمكان، وتماشياً مع الموضوع، بدأ الموسم الجديد للقرية العالمية في 25 أكتوبر ويستمر لمدة 25 أسبوعًا، وينتهي في 18 أبريل 2021. تغيير آخر لهذا الموسم هو أنه تم تمديد ساعات العمل يوم السبت. سيفتح المكان أبوابه من الساعة 2 مساءً حتى الساعة 11 مساءً (كانت تُفتح سابقًا من الساعة 4 مساءً حتى منتصف الليل).

## جوائز
- (2020) تكريم القرية العالمية في حفل توزيع "جوائز الابتكار في مجال البناء وإدارة المرافق" لعام 2020 حيث نالت جائزة أفضل مبادرة للصحة والسلامة والبيئة كما نالت جائزة "الالتزام بالاستدامة" في جوائز الشرق الأوسط للتنظيف والتعقيم والمرافق وجائزة "اختيار المسافرين" من موقع "تريب أدفايزر" بعد أن انضمت إلى قائمة الـ 10% الأفضل من الوجهات الترفيهية حول العالم[19]
- (2020) تعد أول متنزه ترفيهي في العالم يحصل على تصنيف "سيف الشرف" من مجلس السلامة البريطاني تقديرا لمعايير السلامة المتبعة.[19]
- (2020) تمكنت القرية العالمية من تحقيق 25 لقبا في غينيس للأرقام القياسية [19]
- (2021) حصل تطبيق الهاتف المحمول الخاص بالقرية العالمية على جائزتين من جوائز ستيفي الذهبية للابتكار في فئة تطبيقات خدمات الأعمال والابتكار من فئة تطبيقات الترفيه بالإضافة لجائزة فضية للابتكار في فئة تطبيقات معلومات الأعمال.[20]
- (2021) تكريم القرية العالمية في الدورة 11 لجائزة محمد بن راشد آل مكتوم للأعمال.[21]

- (2022 - 2023) جائزة "روسبا" العالمية الصادرة عن الجمعية الملكية البريطانية للحد من الحوادث.[22]
- (2023) جائزة الشرق الأوسط لأفضل المرافق العامة.[23]

كما حصلت القرية العالمية في الموسم 27 على جائزة دبي للجودة من الفئة الذهبية، وجائزة أفضل علامة تجارية من دائرة الاقتصاد والسياحة في دبي، بالإضافة لحصولها على "وسام الشرف" وتصنيف من فئة 5 نجوم من مجلس السلامة البريطاني تقديراً لإدارتها في مجال الصحة والسلامة.

## معرض الصور

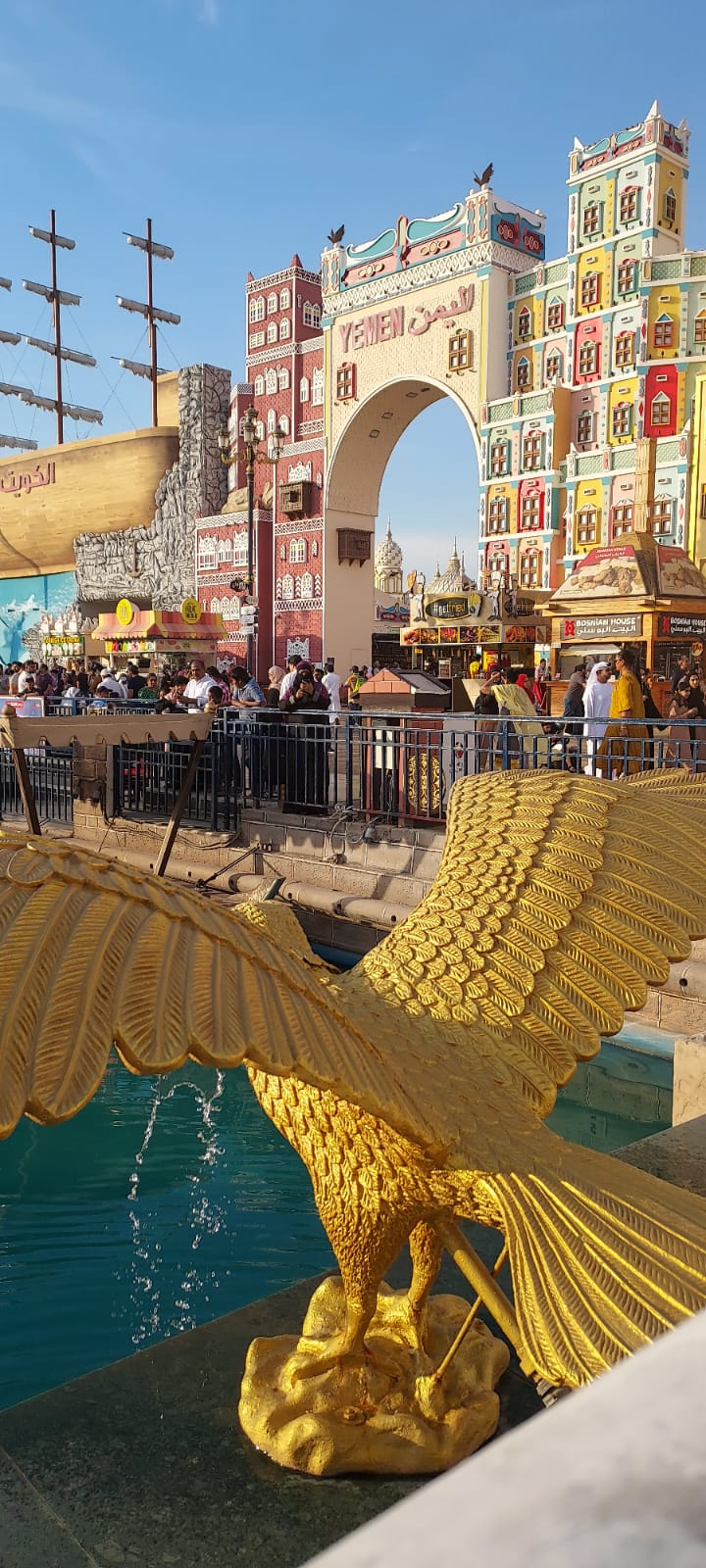
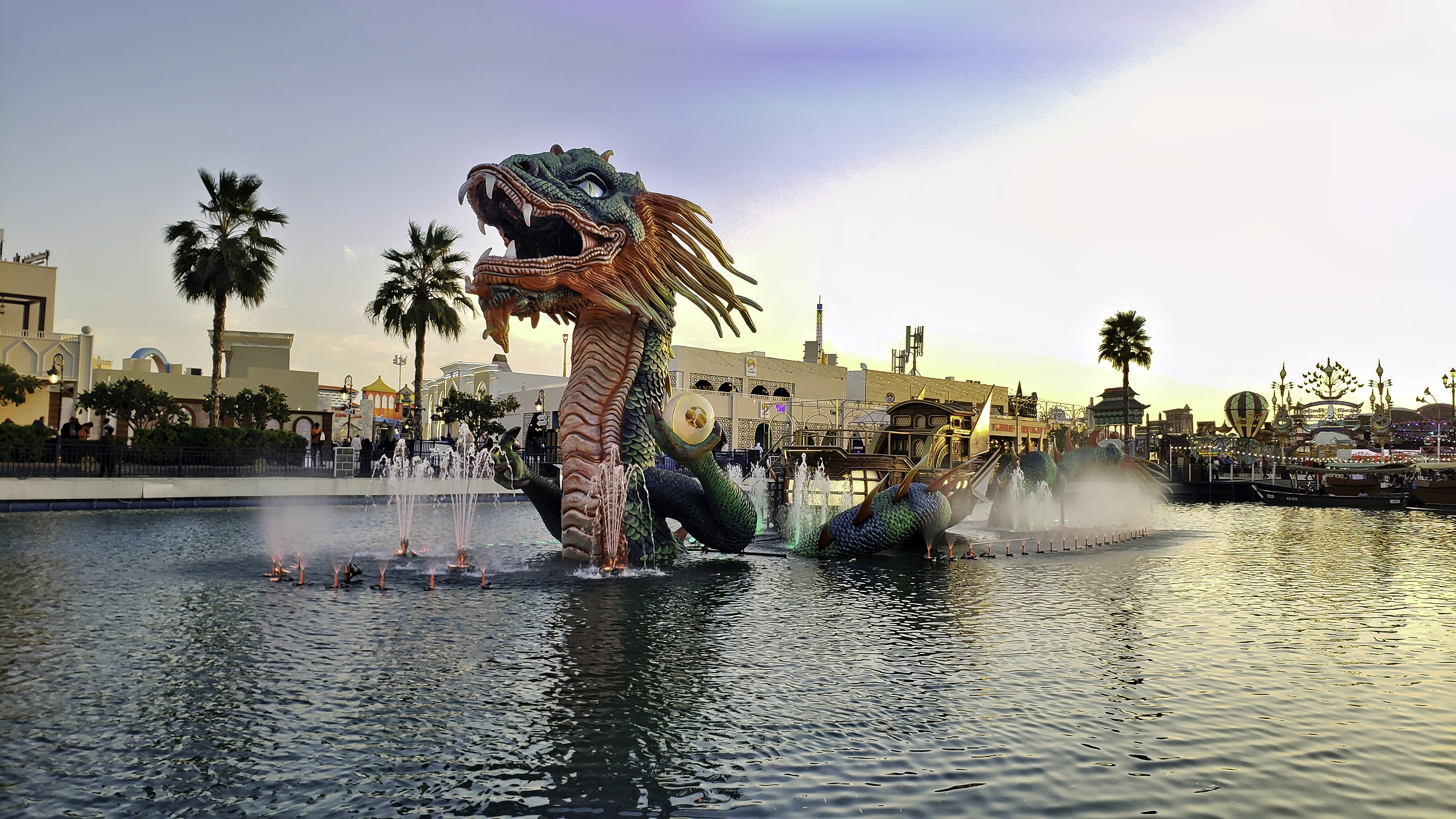
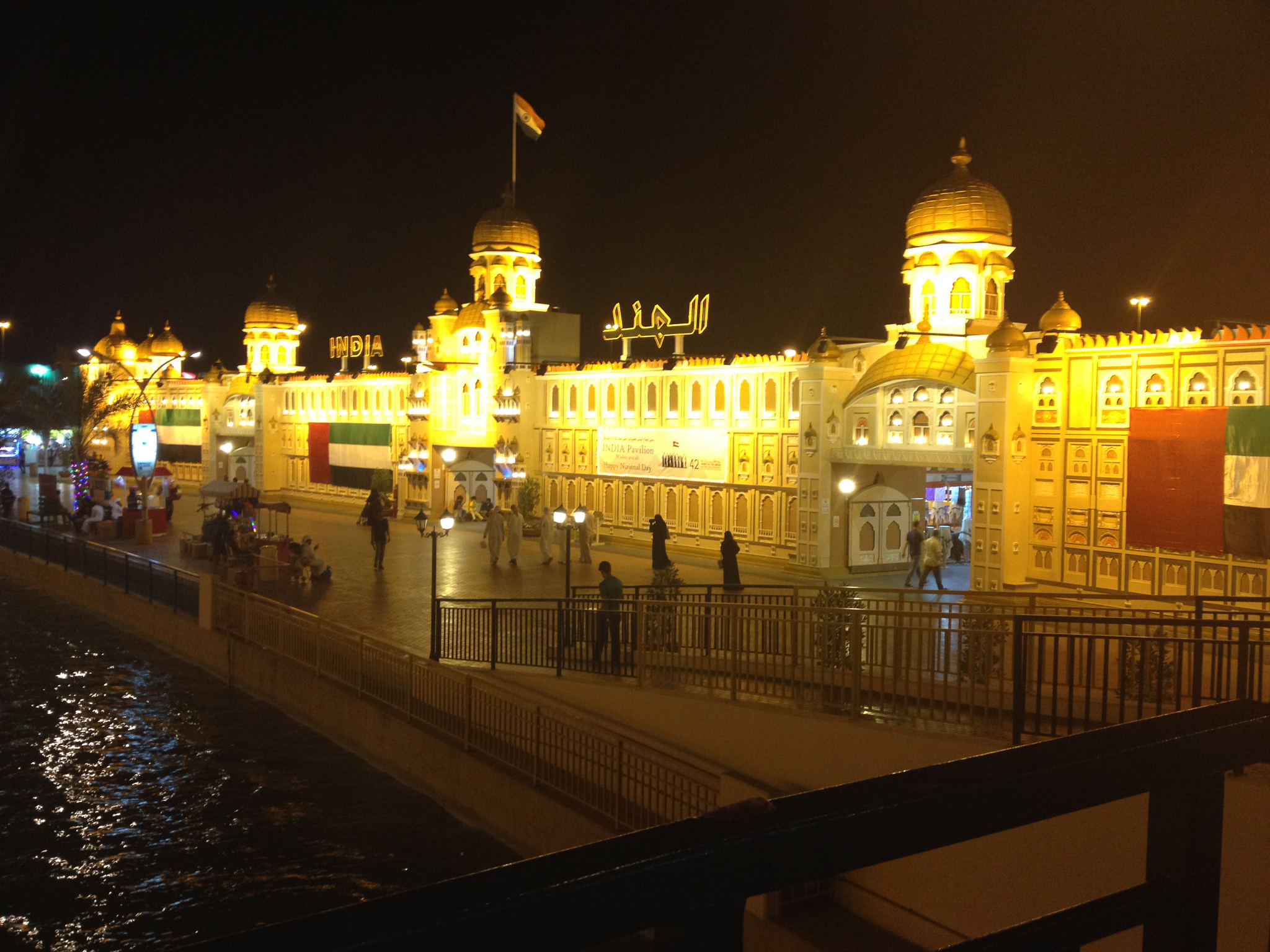
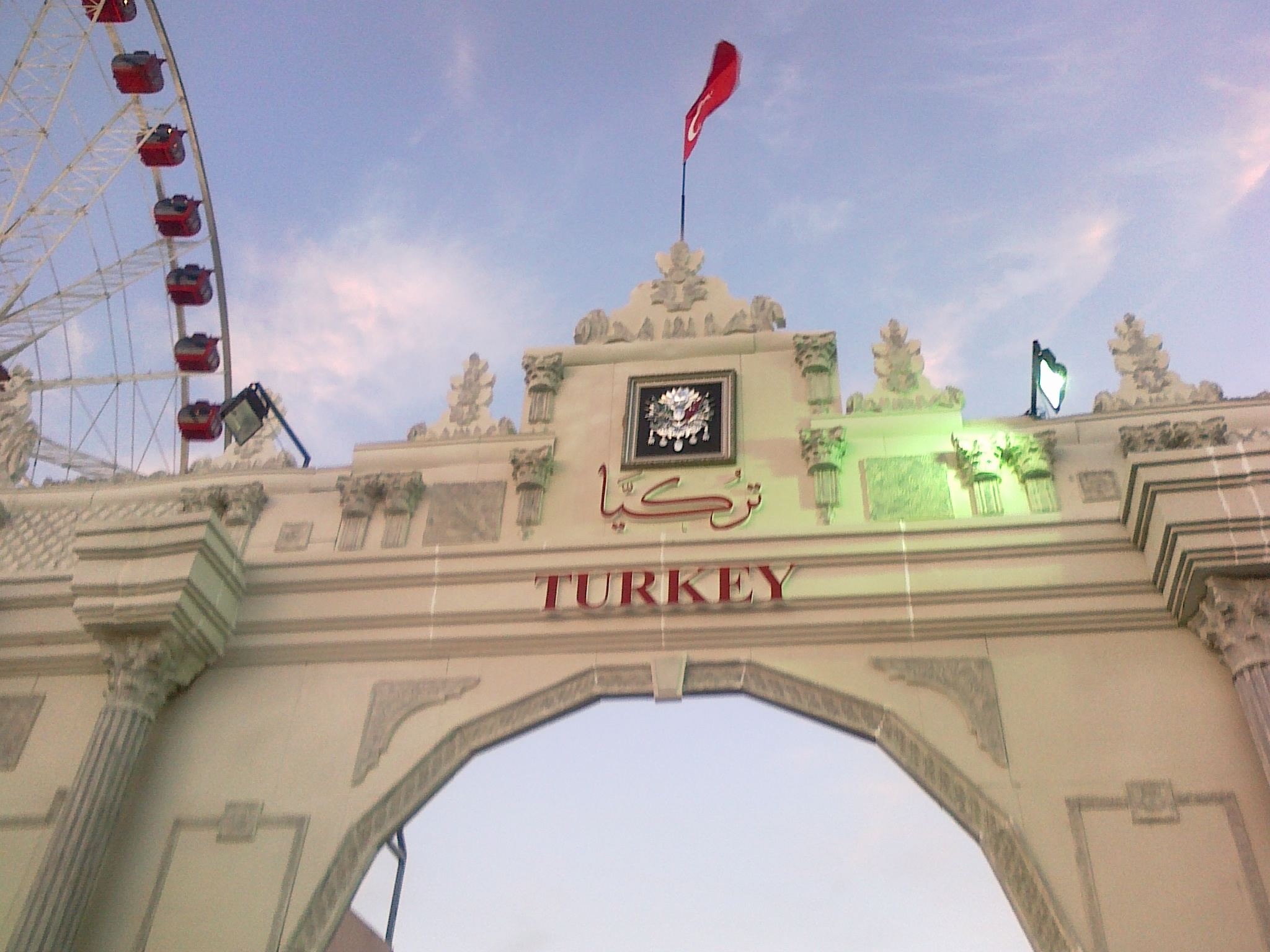
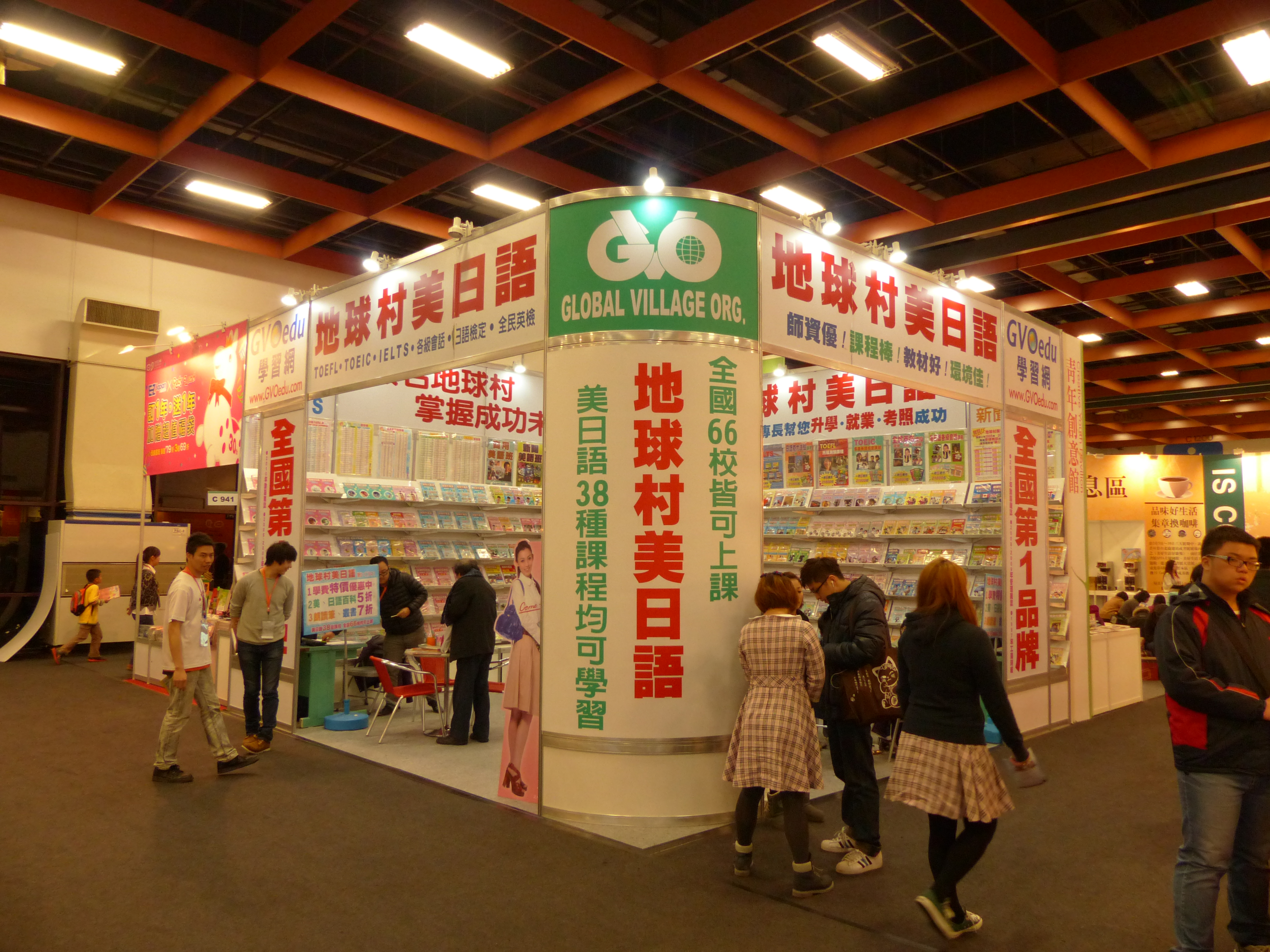
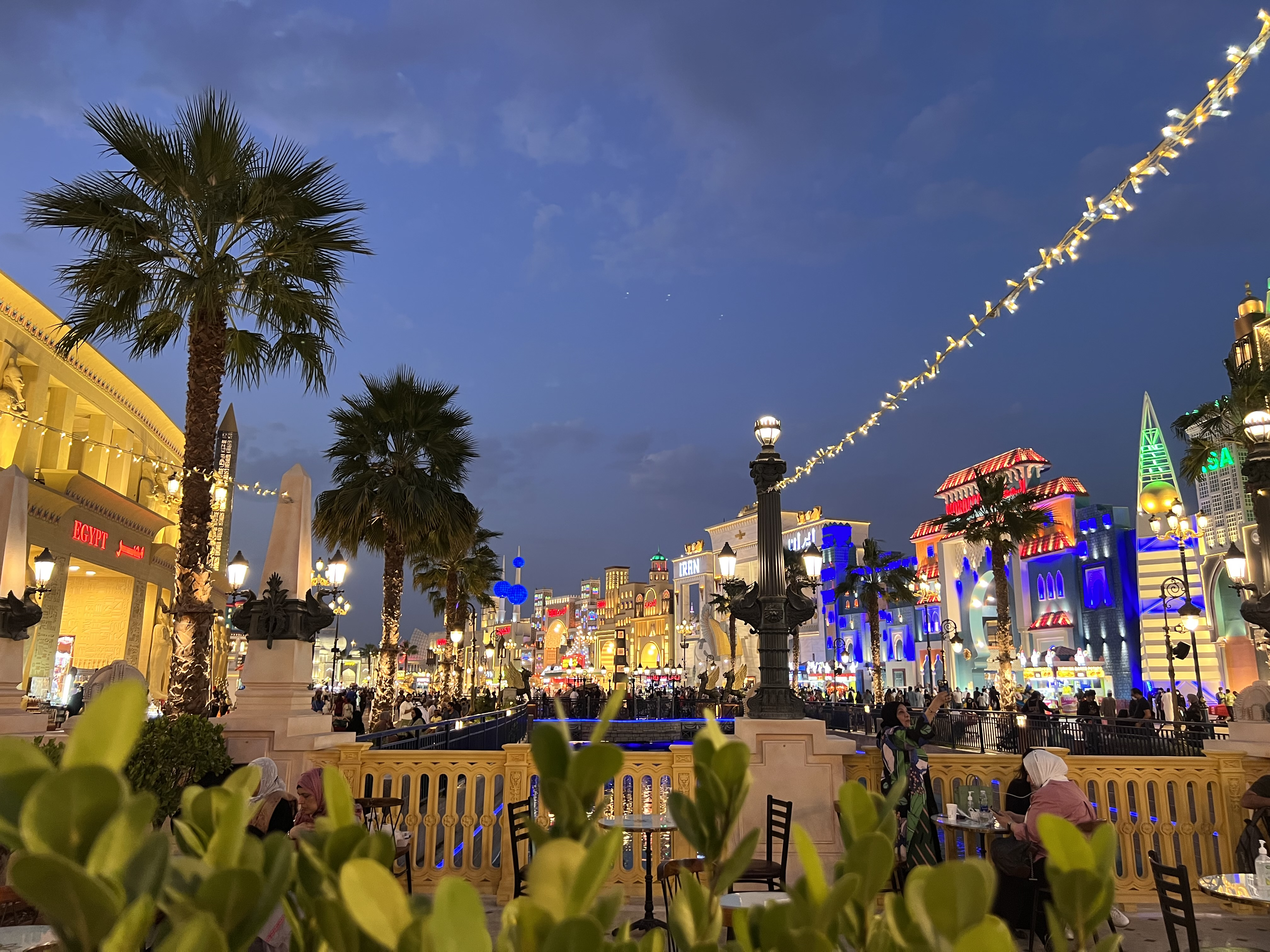
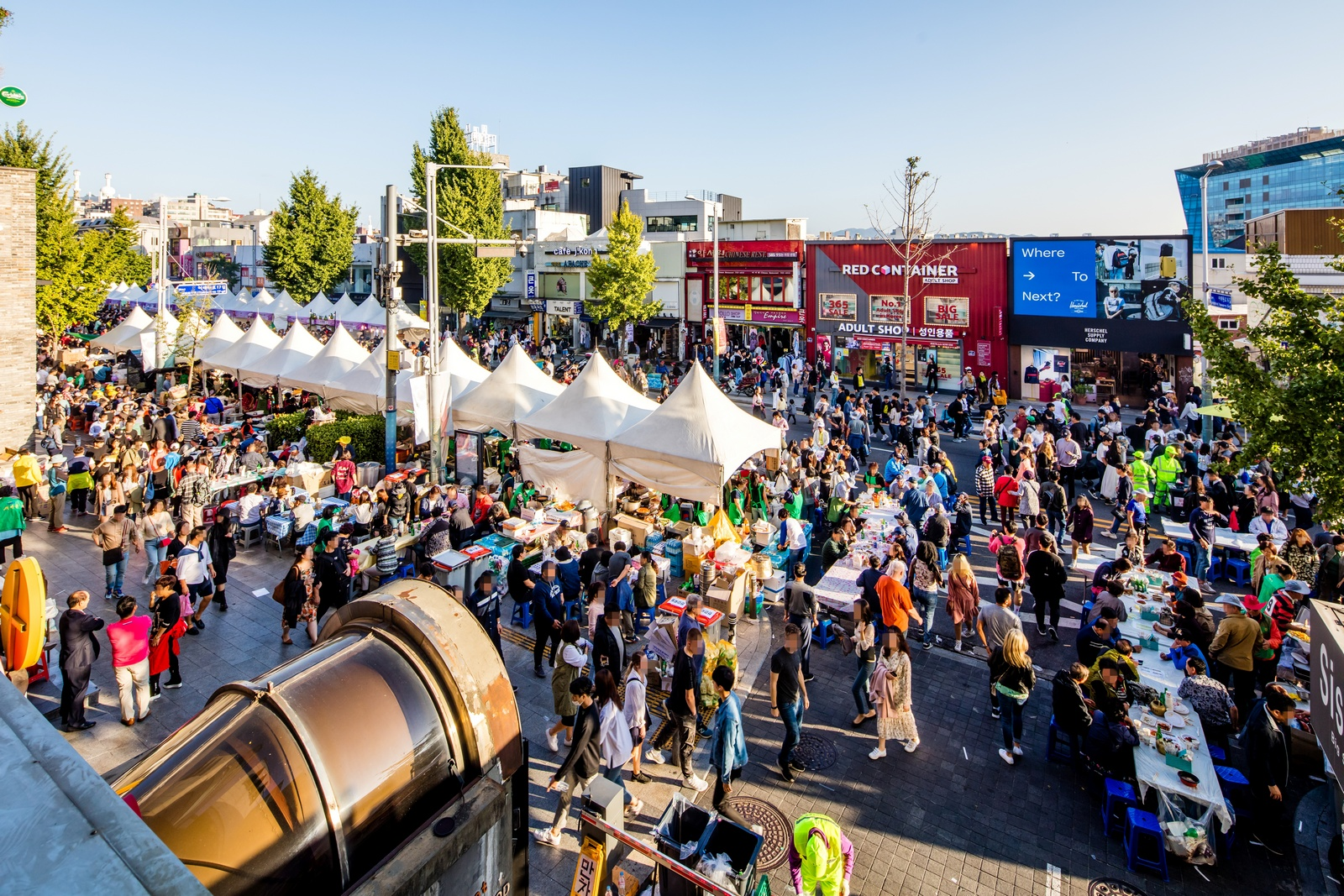
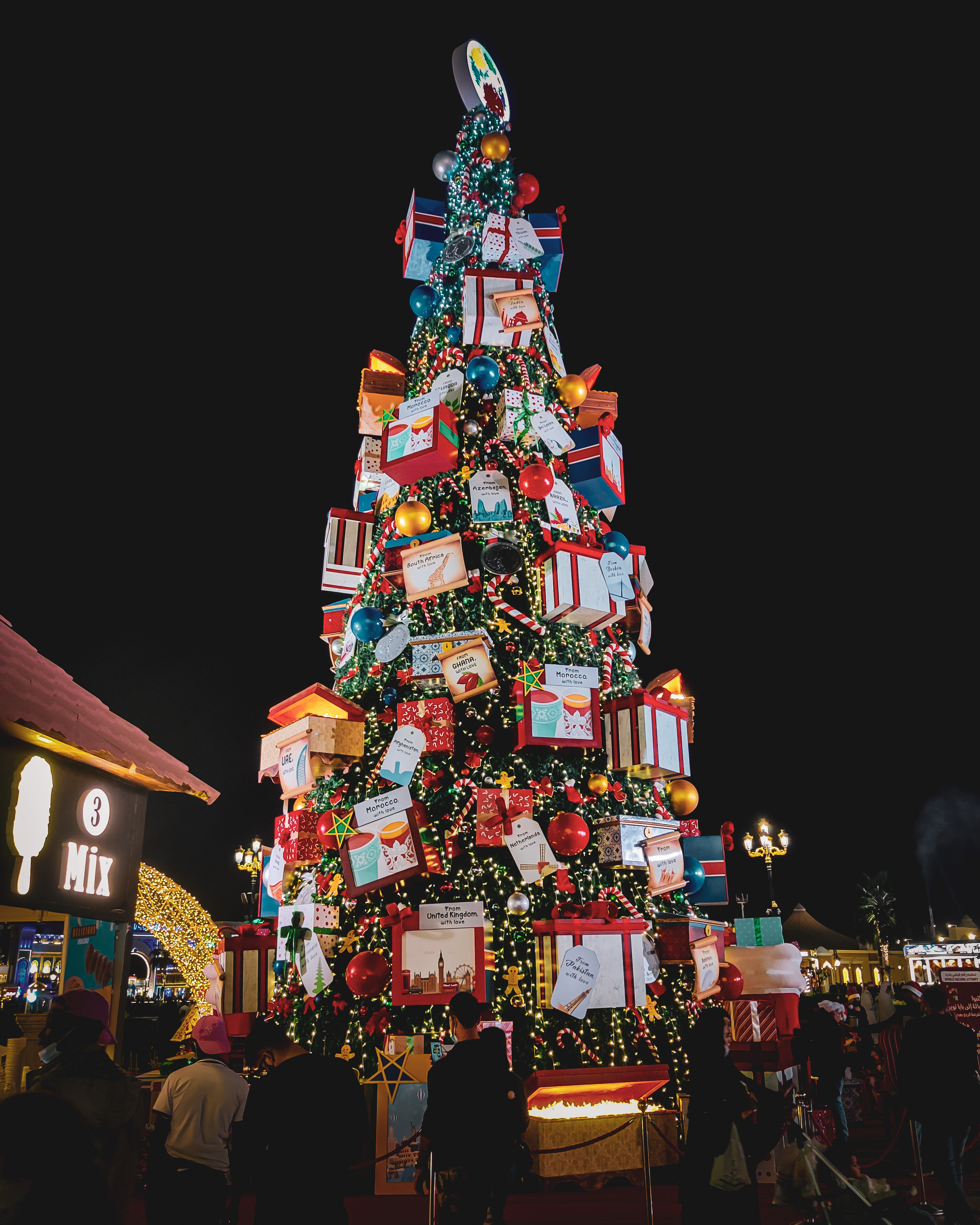
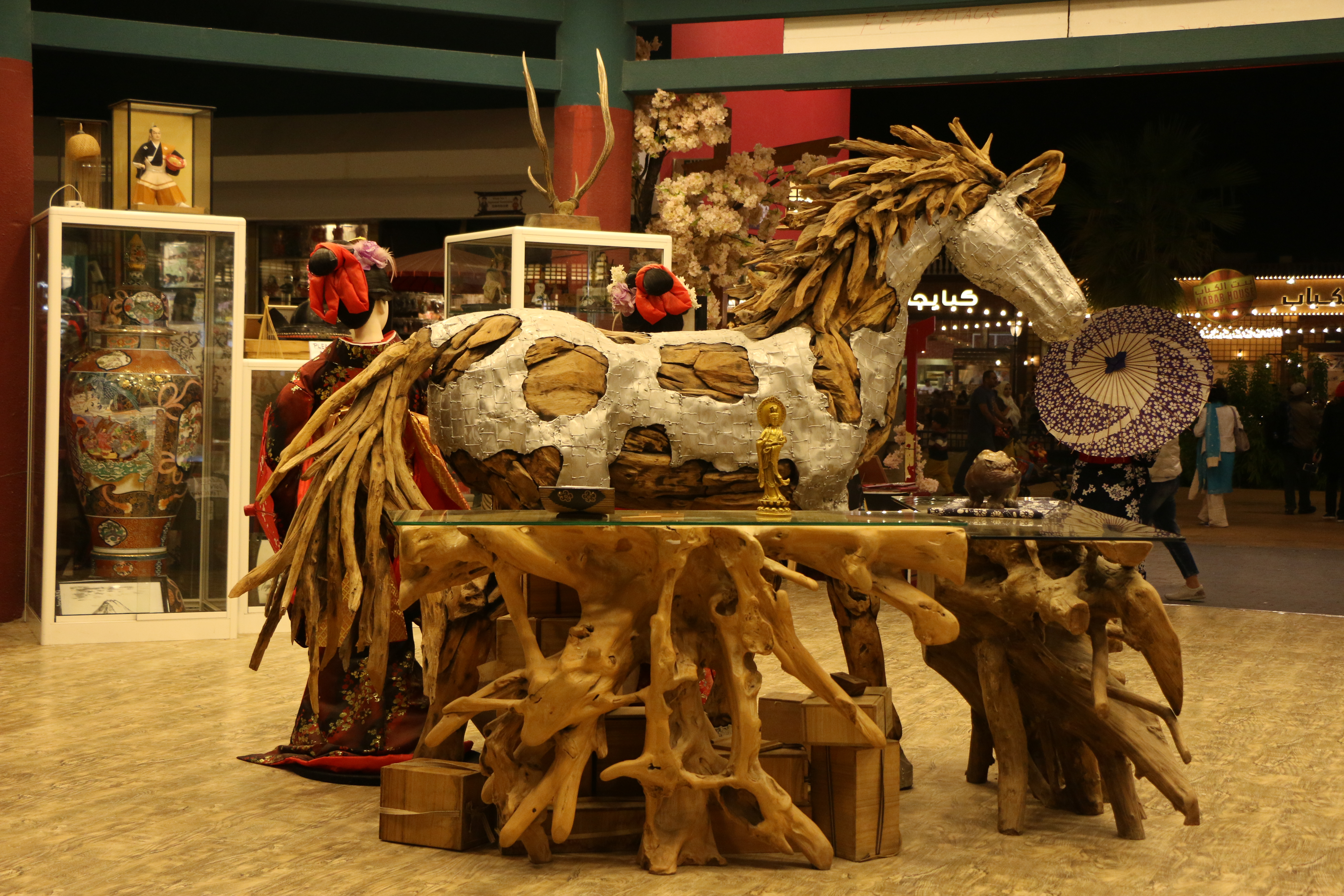
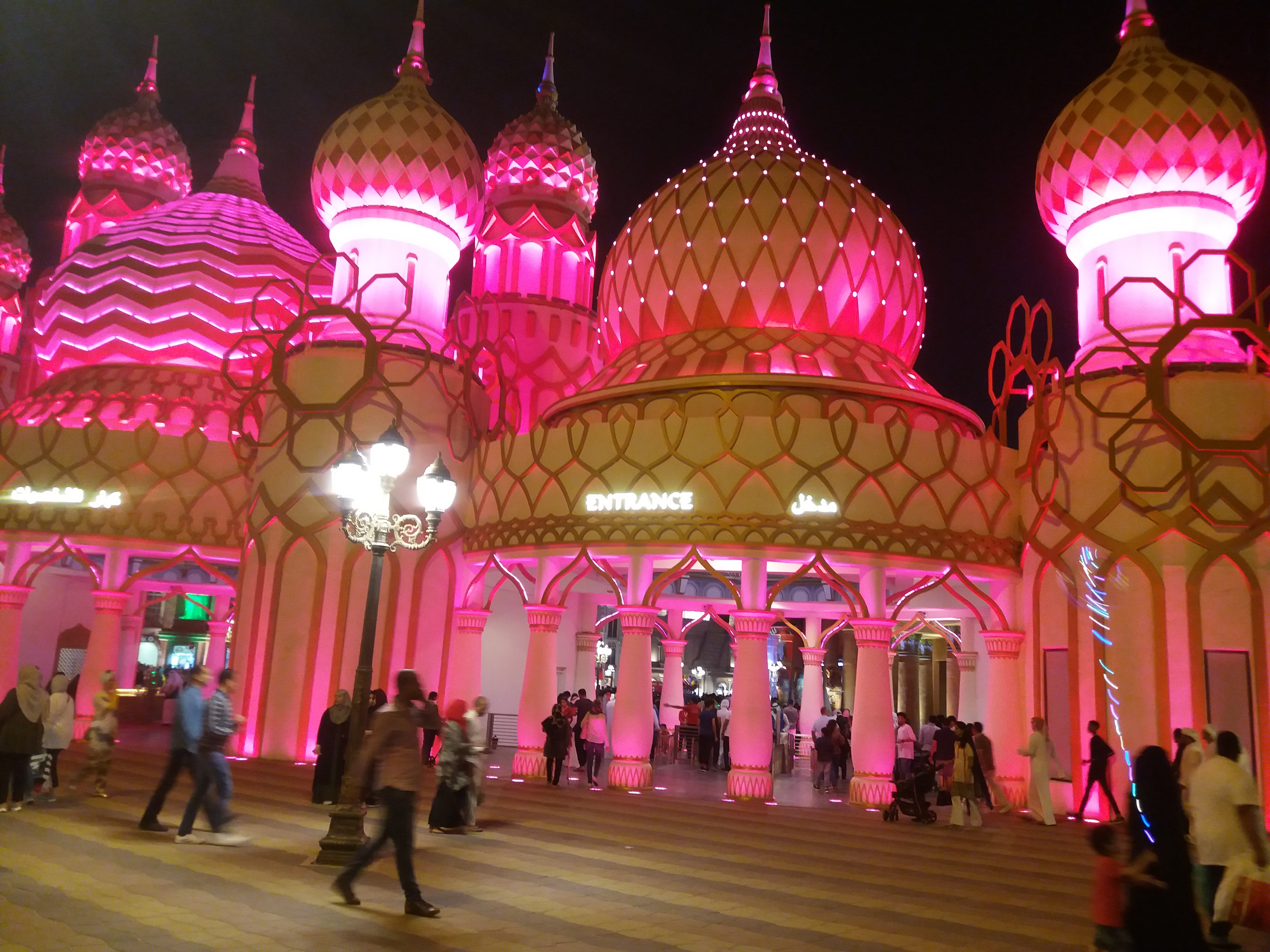

## الحوادث
اندلع حريق في جناح الصين في 25 يونيو 2018 أثناء عملية الهدم. ولم ترد تقارير عن وقوع إصابات، كما حدثت في غير وقت الموسم.

## روابط خارجية
- الموقع الرسمي للقرية العالمية بدبي